# Johannes Nicolaas Anthon Bucaille

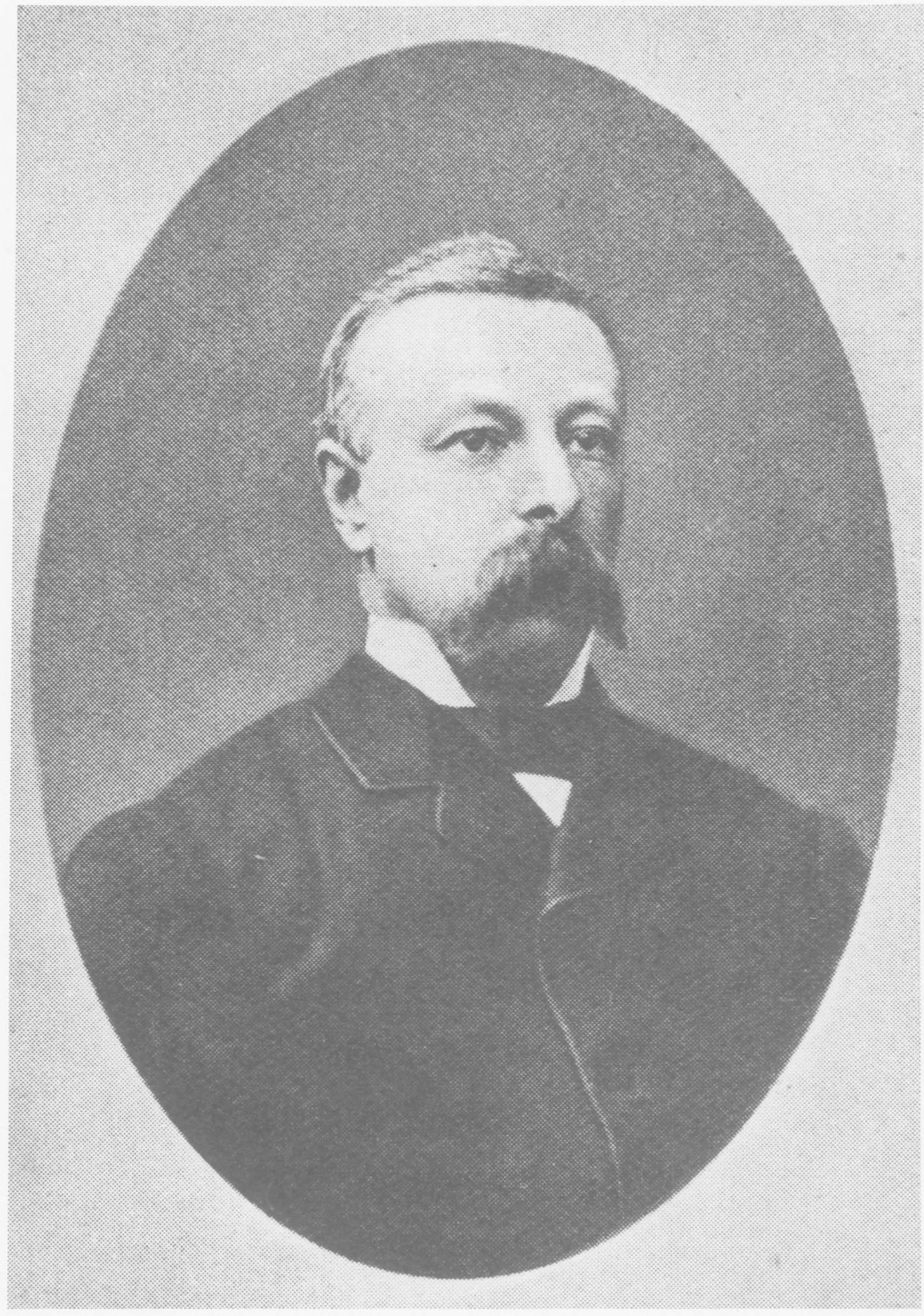
J.N.A. Bucaille

Johannes Nicolaas Anthon Bucaille (Semarang, 14 februari 1840 – Dieren, 18 maart 1900) was een Nederlands burgemeester.
Mr. Bucaille werd geboren op Java in het toenmalige Nederlands-Indië als zoon van Pierre Antoine Augustin Bucaille en Louise Emma Gevers Leuven. In 1866 trouwde hij in Arnhem met bankiersdochter Charlotte Elisabeth van Alphen (1846-1913). Bucaille werd midden 1870 benoemd tot burgemeester van Sassenheim en was daarna van oktober 1873 tot juli 1883 burgemeester van Voorburg. Hij werd daar door prinses Marianne aangesteld als bouwinspecteur over haar bezittingen in die plaats. In 1951 werd in Voorburg de Bucaillestraat naar hem vernoemd. 
In 1883 werd Bucaille burgemeester van de stad Groningen, hij was ook curator van het plaatselijke Praedinius Gymnasium. Tien jaar later werd hij als burgemeester opgevolgd door wethouder Modderman.
Zijn zoon werd P.A.A. Bucaille was in Suriname rechter en lid van de Koloniale Staten maar werd later veroordeeld tot een gevangenisstraf vanwege verduistering en valsheid in geschrifte.